# Daniela
Daniela je žensko osebno ime.

## Izvor imena
Daniela je ženska oblika imena Danijela.

## Pogostost imena
Po podatkih Statističnega urada Republike Slovenije je bilo na dan 31. decembra 2007 v Sloveniji število ženskih oseb z imenom Daniela: 942. Med vsemi ženskimi imeni pa je ime Daniela po pogostosti uporabe uvrščeno na 189. mesto.

## Osebni praznik
V koledarju je ime Daniela  uvrščeno k imenu Danijela; god praznuje 21. julija in 10. oktobra.